# Sven Janthe

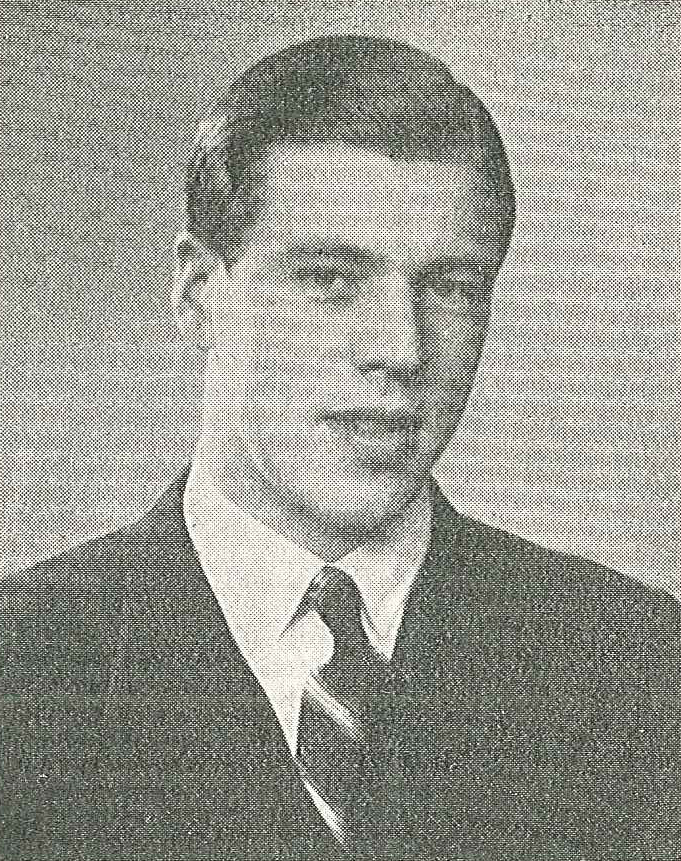
Sven Janthe i början av 1940-talet.

Sven Georg Janthe, född den 30 december 1911 i Karlstad, död den 10 november 2006, var en svensk kompositör, arrangör och jazzmusiker (pianist)
Janthe hörde till pionjärerna inom den svenska jazzen. Han spelade i början av 1930-talet med bland annat Frank Vernons orkester och tillsammans med Thore Ehrling i gruppen Globes. Trots att han blev "geniförklarad" av musikerkollegor i Stockholm valde han dock att redan 1934 lämna huvudstaden och den professionella musikerkarriären för att i stället flytta hem till Värmland för att bilda familj och arbeta som folkskollärare. Senare verkade han också som kantor. Han fortsatte dock att hålla kontakt med jazzvärlden, bland annat som radiorecensent i tidningarna Orkesterjournalen och Estrad. Han gjorde också några enstaka skivinspelningar som pianosolist för Sonora 1937, däribland av Duke Ellingtons Solitude samt ett eget stycke utgivet under den osedvanligt prosaiska titeln Sven Janthe spelar en egen komposition (den senare har återutgivits på CD inom projektet Svensk jazzhistoria). Han skrev också arrangemang för Thore Ehrlings orkester och publicerade pianoarrangemang och egna kompositioner inom populärmusikens fält. På 1960-talet drabbades han av en hörselskada som tvang honom att minska sin musikaliska aktivitet, även om den aldrig helt upphörde.